# DSO Věnec
DSO Věnec je dobrovolný svazek obcí v okresu Prachatice, jeho sídlem je Čkyně a jeho cílem je všeobecná ochrana životního prostředí v zájmovém území při dosahování ekologické stability zájmového území a jeho trvalé obyvatelnosti. Společný postup při řešení otázek protipovodňové ochrany. Koordinace významných investičních akcí v zájmovém území . Koordinace obecních a územních plánování v regionálním měřítku. Slaďování zájmů a činností místních samospráv a spol.ovlivňování výkonu st.správy v zájmovém území. Vytváření zmnožování a správa společného majetku svazku. Zastupování členů svazku při jednání o společných věcech s třetími osobami (orgány st.správy, obchodními partnery, kontr.orgány apod.) Zajišťování a vedení předepsané písemné, výkresové, technické a jiné agendy jednotlivých společných akcí. Propagace Svazku a jeho zájmového území. Sdružuje celkem 6 obcí a byl založen v roce 2003. Název je odvozen od laténského hradiště Věnec na stejnojmenném vrchu, u něhož se sbíhají katastry několika členských obcí.

## Obce sdružené v mikroregionu
- Čkyně
- Bošice
- Lčovice
- Zálezly
- Bohumilice
- Svatá Maří